# Канут Русецький
Канут Русецький (пол. Kanuty Rusiecki, рос. Канут Иванович Русецкий; 20 січня 1801 — 21 серпня 1860) — польський художник, жив і працював в Литві.

## Біографія

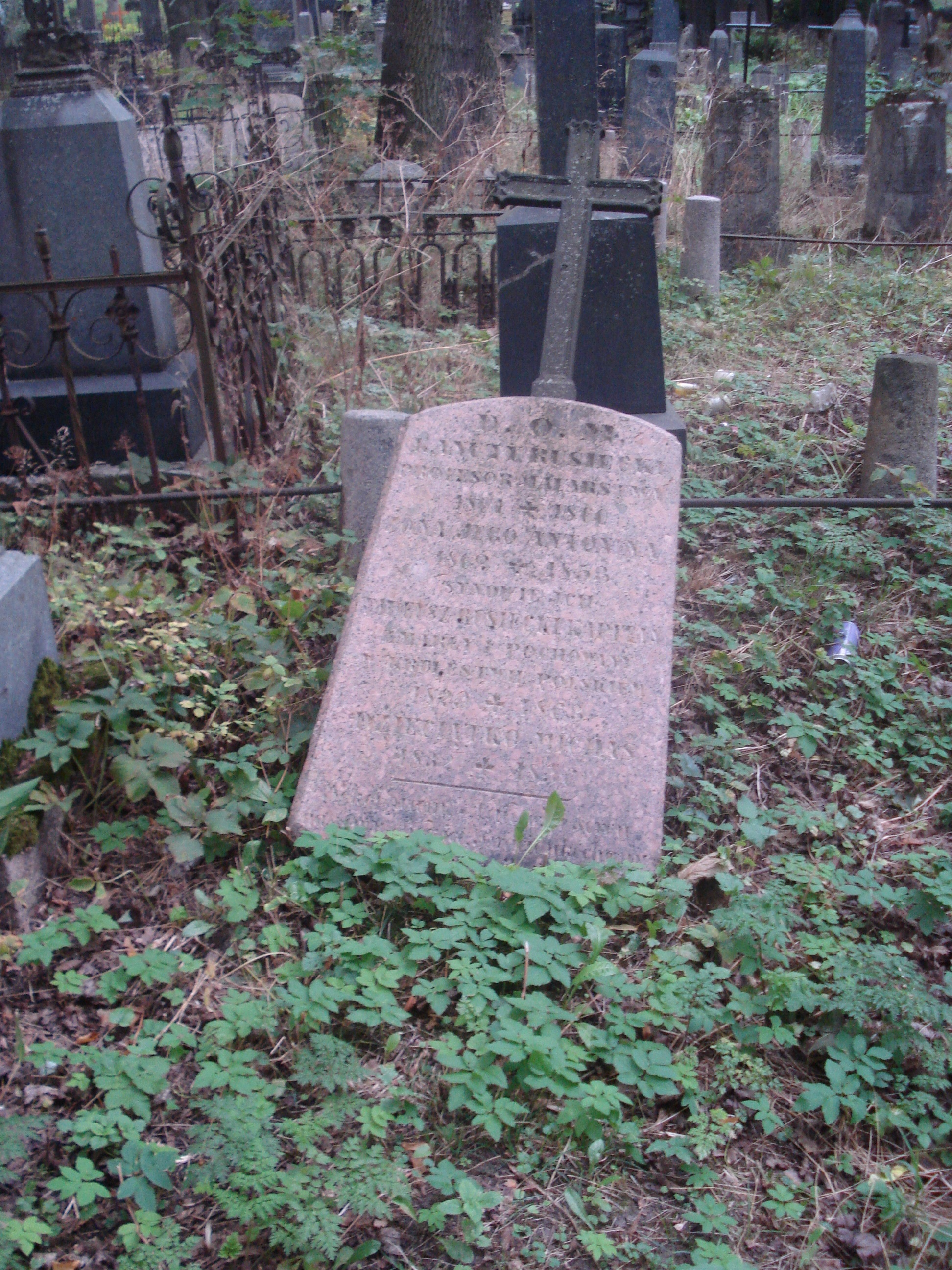
Могила К. Русецького

Народився у збіднілій дворянській родині віленського судді Яна Русецького і Терези з Романовичів. Початкову освіту отримав в Бернардинській школі в Трашкунах (1809—1815). В 1816 розпочав навчання в Вільнюському університеті — спочатку на факультеті права, також вивчав архітектуру на фізико-математичному факультеті. В 1818 вступив до школи мистецтв під керівництвом Яна Рустема і з цього часу присвятив себе мистецтву. Займався також скульптурою в Казимира Єльського. Дебютував на першій виставці витончених мистецтв у Вільнюсі (1820). Під час навчання в університеті був пов'язаний з філоматами. Пізніше навчався в Парижі (фр. E'cole des Beaux-Arts, 1821—1822) і з 1823 року в Римі в Академії Святого Луки. Під час навчання в Римі, був неформальним лідером місцевих польських артистів, першим представив програму польського романтичного мистецтва. Повернувшись у Вільнюс в 1831, давав приватні уроки малювання. В 1834 став учителем у Вільнюському дворянському пансіоні при гімназії, пізніше у Дворянському інституті. У його класі отримали перші уроки образотворчого мистецтва Альберт Жамет, Альфред Ізидор Ромер, Тадеуш Горецький, Ян Зенкевич, Вікентій Слендзинський. Був одружений з Антоніною Червінською, мав п'ятьох дітей — Ганну, Болеслава, Тадеуша, Міхала і Проспера. Похований на Бернардинському кладовищі на Заріччі у Вільнюсі.

## Творчість
Писав картини на релігійні теми, пейзажі й акварельні портрети. Також копіював італійські полотна, повторював художників італійського Ренесансу. Під час навчання за кордоном писав твори з міфологічними та релігійними мотивами, портрети, римські пейзажі. У своїх картинах використовував чітке зображення і гладку поверхню.
Автор творів «Італієць, який посміхається» (1823), «Клятва карбонаріїв» (1826), «Втеча до Єгипту» (1828), автопортрета, портрета сина Болеслава (1843), «Жниця» і «Портрет батька» (1845), «Литовка з вербами» (1847), «Литовська рибачка» (1856), «Млин Потоцького в Поплавах» (1855), «Селянин з віниками» (1851) та інших. 330 творів зберігається в Литовському художньому музеї й експонується в Вільнюській художній галереї. В Кафедральному соборі св. Станіслава і св. Владислава у Вільнюсі знаходяться три великих картини Русецького — «Благовіщення Пресвятої Богородиці», «Втеча в Єгипет», «Таємна вечеря» (1855). Під час консерваційних робіт у 1927 з'ясувалося, що нинішні схрещені долоні зображення Божої Матері Остробрамської є результатом поновлення ікони, виконаного Русецьким.
Після смерті художника його син Болеслав зберіг майстерню, а в 1913 передав твори батька в вільнюський музей. Невідома доля більшої частини великих картин з приватних колекцій, а також творів, розкиданих по литовських храмах. На думку Владаса Дрема, автора біографії художника, зникла значна частина творів Русецького або, принаймні, доля багатьох творів невідома.

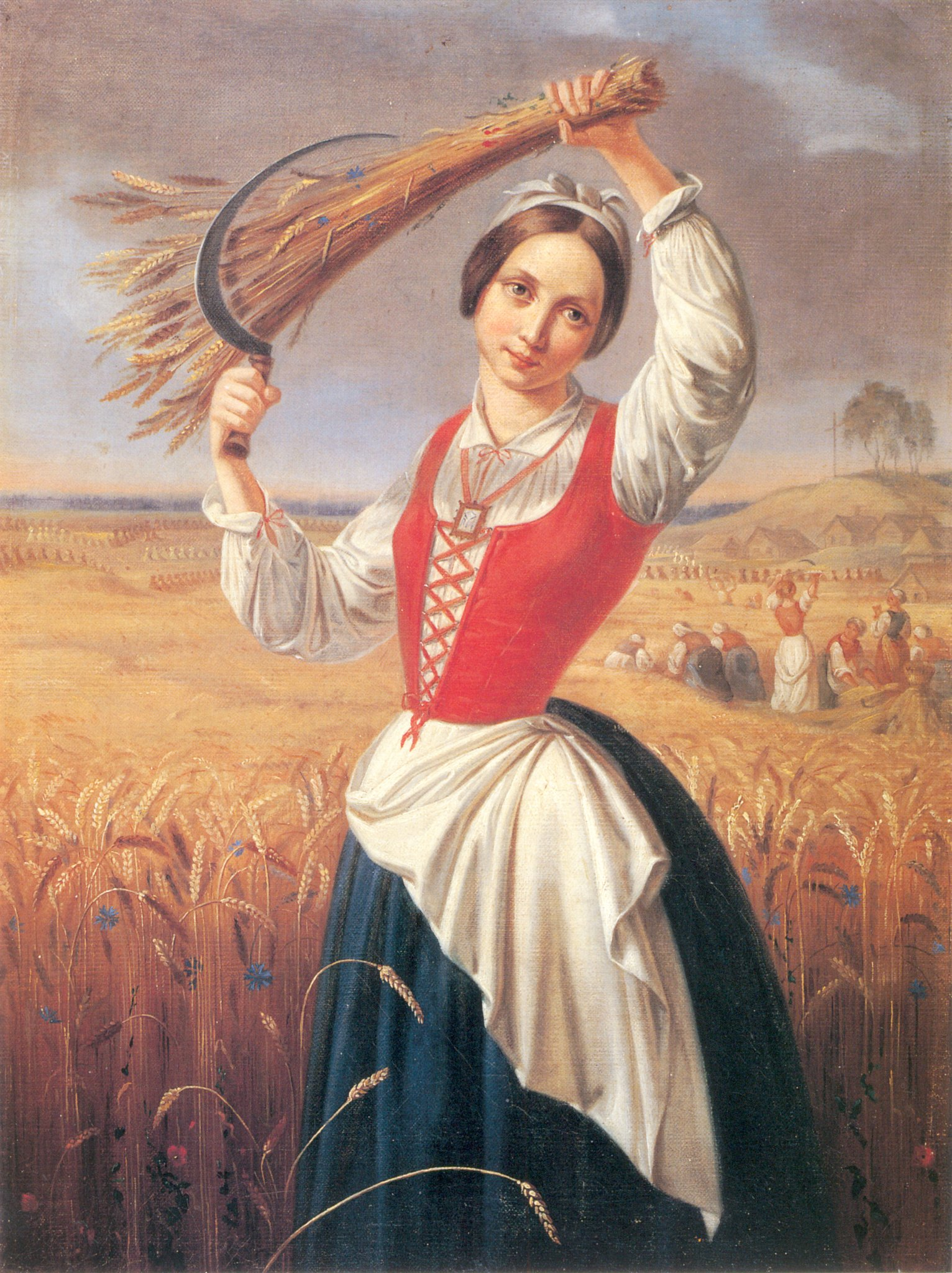
«Жниця» (1844)
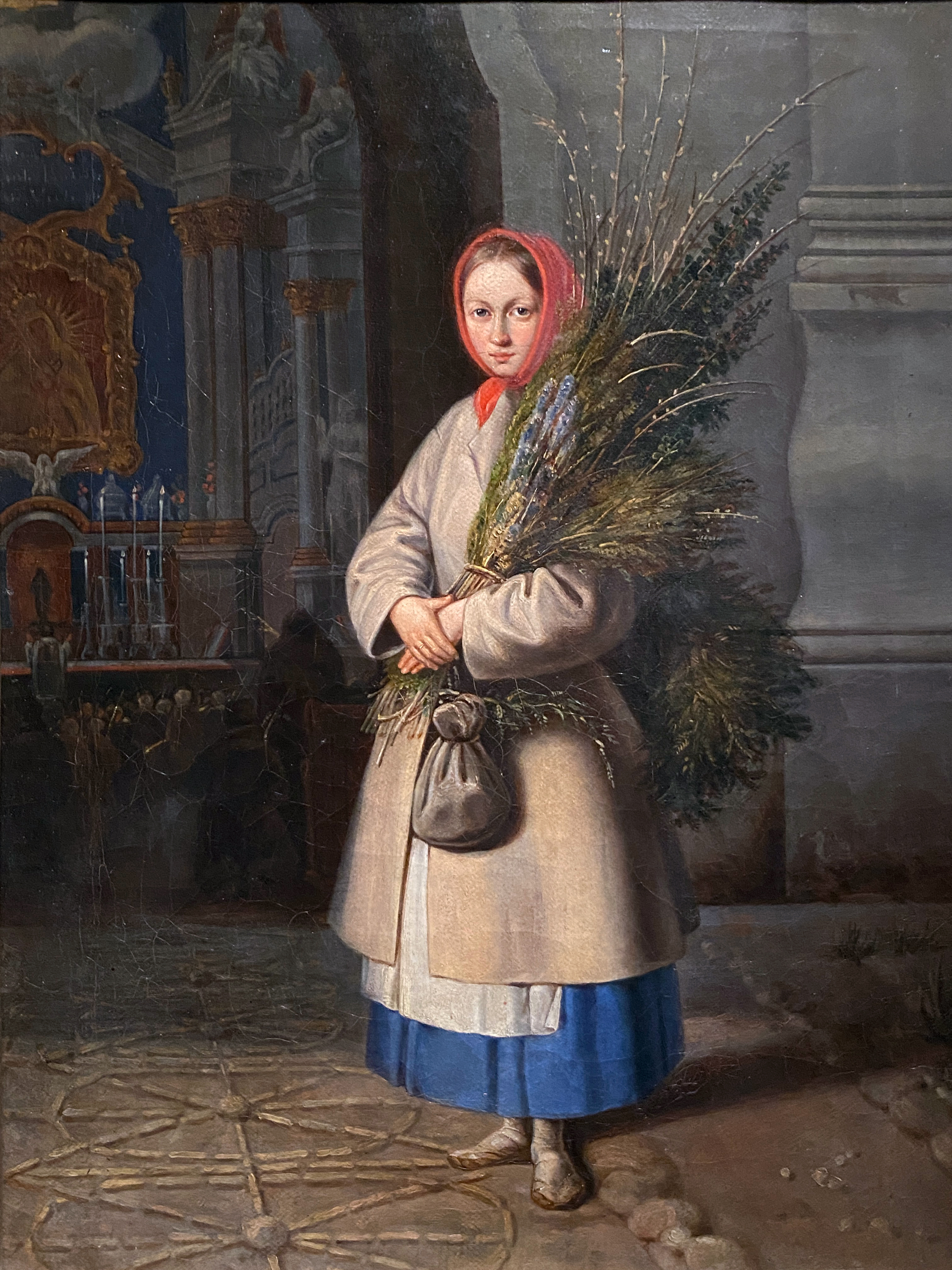
«Литовка з вербами» (1847)
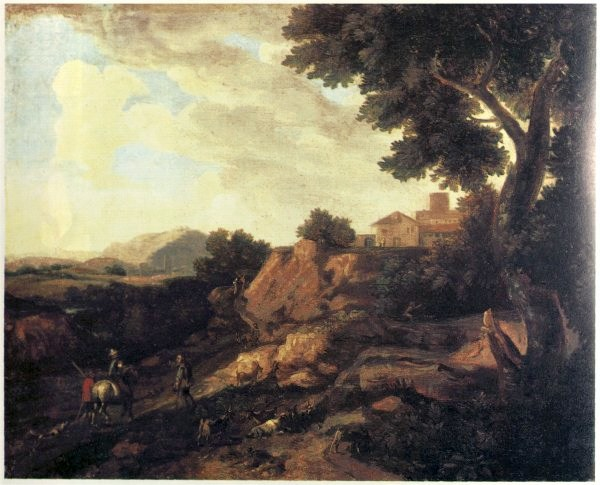
«Апеннінські гори з козами»
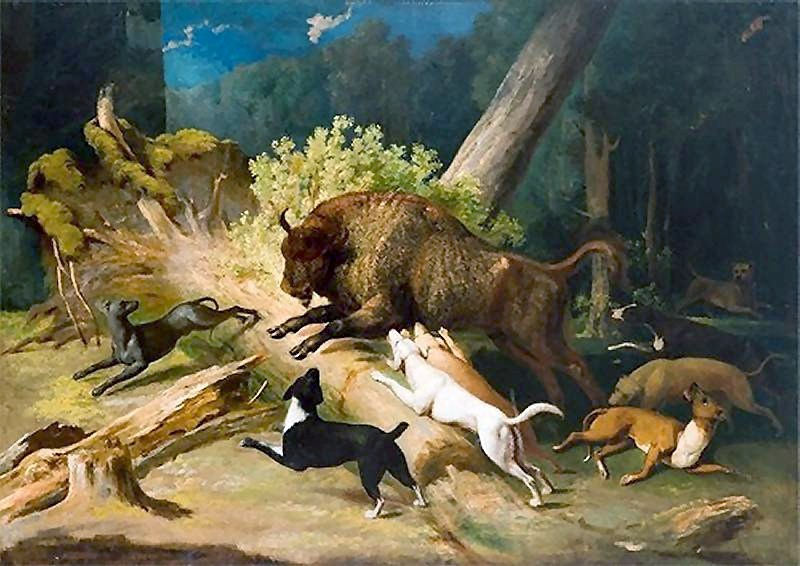
«Полювання на зубра»
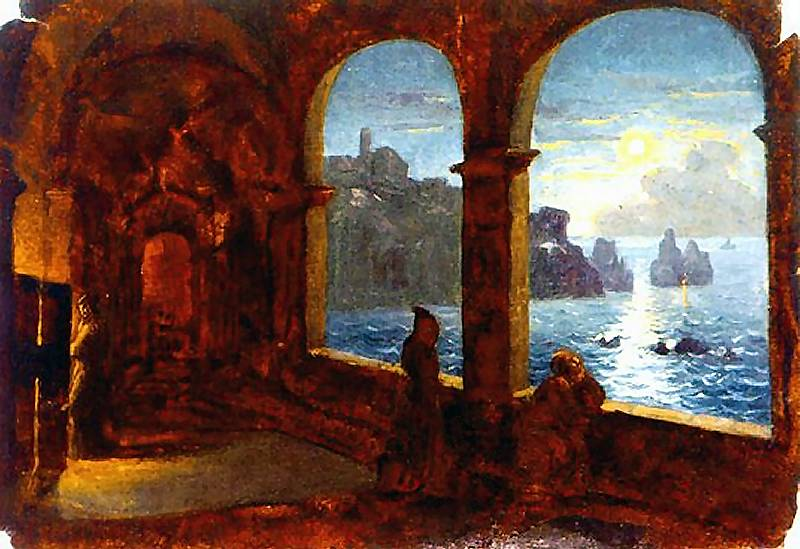
«Монастир біля моря вночі»